# International Council on Pastoral Care and Counselling
Das International Council on Pastoral Care and Counselling (ICPCC) ist ein Netzwerk für und von Pastoralpsychologen.

## Geschichte
1979 wurde das International Council on Pastoral Care and Counselling (ICPCC) in Edinburgh gegründet. Lehrende, Forschende und Praktizierende psychologischer Beratung in religiösen Einrichtungen trafen sich, um ihre wissenschaftlichen Qualifikationen zu erweitern. Die Entstehungsgeschichte geht in Europa bis in die 1950er Jahre zurück. Hier wurde die Psychoanalyse als ein Anstoß für die Weiterentwicklung im Bereich Seelsorge innerhalb der praktisch-theologischen Wissenschaft betrachtet. Pastoralpsychologen begegneten sich in verschiedenen Orten Ost- und Westeuropas. Ihre Tagungen führten zu Ansätzen im Aufarbeiten der Geschichte Europas während des Zweiten Weltkrieges. Auch die interreligiöse Begegnung zwischen Christen und Juden hatte einen wichtigen Stellenwert.
In den USA wurde die Methode der Clinical Pastoral Education (deutsch: Klinische Seelsorgeausbildung) bereits in den 1930er Jahren begründet. Der Theologe Anton T. Boisen vermisste in der Praxis der Religionen in den USA die Einsicht in psychologische Zusammenhänge. CPE sieht deshalb Trainings in Psychologie für Studierende der Theologie vor. Es wurde von Boisen und einigen Kollegen als Disziplin des praktisch-theologischen Studiums an Universitäten eingeführt. In mehrwöchigen Kursen legen die Studenten eine Basis für die Praxis einer psychologisch reflektierten spirituellen Begleitung.
CPE-Programme fanden in den 1950er und 1960er Jahren globale Ausbreitung. Internationale Kongresse wurden seit 1979 weltweit im Turnus von vier Jahren durchgeführt, so zum Beispiel in Rotorua, Neuseeland, in Accra, Ghana, in San Francisco, USA und Bangalore, Indien. Aktuelle Themen der gesellschaftlichen Situation einer Region waren Anlass für die Erweiterung der Horizonte in der Gestaltung spiritueller psychologischer Beratung. Indigene ganzheitliche Heilungsverfahren, Praktiken indigener Religionen und ihre Bedeutung für die westliche Medizin und Psychotherapie wurden diskutiert. ICPCC-Kongresse erfreuten sich über die Jahre einer großen regionalen und thematischen Variationsbreite. Soziale Unterschiede zwischen Erster und Dritter Welt wurden und werden wahrgenommen und diskutiert.
Heute fügt das Netzwerk von ICPCC seine Arbeit in den Interreligiöser Dialog ein. Interkulturelle und interreligiöse Begegnung wird mit Formen von Coaching und Systemischer Beratung verbunden. Gemeinsame Projekte mit Buddhisten finden statt. Jüdische Pastoralpsychologen sind Mitglieder des ICPCC. Teilnehmende aus der weltweiten muslimischen Community sind bei Kongressen präsent.

## Programm und Ziele
Bei den frühen ICPCC-Kongressen hatte das Programm des CPE einen hohen Stellenwert. Heute ist jede psychotherapeutische oder beraterische Ausbildung, die von Teilnehmenden in den Bezug zu spiritueller Arbeit gesetzt wird, vertreten.
Die Ziele der Arbeit und der Treffen von ICPCC wurden 1979 festgelegt. Sie werden nach Notwendigkeit in Details korrigiert. Die derzeit gültige Fassung:
- Die Praxis von Pastoral Care and Counselling weltweit zu fördern.
- Ausbildung und Informationen zu geben, um in verschiedensten kulturellen Situationen das Ausüben von Pastoral Care and Counselling zu ermöglichen.
- Dazu beizutragen, dass Berater füreinander eine Quelle der Inspiration bleiben, und dass sie von ihren verschiedenen kulturellen Hintergründen profitieren können.
- Die spezielle Dimension von Spiritualität in Theorie und Praxis von Pastoral Care and Counselling zu erhalten.
- Neue und relevante Theorien zu erarbeiten. Dazu ist der interdisziplinäre Diskurs wichtig.
- Konferenzen und Treffen in verschiedensten Teilen der Welt zu organisieren.
- Ausbildungszentren in verschiedenen Teilen der Welt einzurichten.
- Sich mit anderen Beratungs-Organisationen zu vernetzen.

Die Begegnung im Rahmen verschiedener Religionen ist bisher nicht formal in die Ziele aufgenommen worden. Dies soll bei der nächsten Überarbeitung in Malaysia geschehen. Damit einher geht, dass in den meisten Religionen der Begriff Pastoral nicht bekannt ist, weil er für ein bestimmtes Berufsverständnis von in Religionen tätigen Hauptamtlichen steht, das nicht in allen Religionen vorhanden ist. Weltweit wird angestrebt, von Spiritual Care and Counseling zu sprechen.

## Regionale Netzwerke
Über die Homepage von ICPCC lässt sich ein Zugang zu regionalen Netzwerken herstellen. Nicht alle Gruppen besitzen eine Homepage.
- In Afrika, dem Bereich Asien-Pazifik (Australien und Neuseeland) und Europa existieren regionale Netzwerke. Ihre Mitglieder treffen sich im vierjährigen Turnus zu Konferenzen, jeweils um zwei Jahre versetzt zu den Kongressen von ICPCC:
- Afrika: AAPSC – African Association for Pastoral Studies and Counselling.
- Asien-Pazifik: APCPCC – Asian-Pacific Conference on Pastoral Care and Counselling.
- Europa: ECPCC – European Council on Pastoral Care and Counselling.[2]
- Australien und Neuseeland verfügen zusätzlich über eine gemeinsame Vereinigung: ANZACPE – Australian and New Zealand Association of Clinical Pastoral Education.[3]
- Amerikanische und kanadische Verbände für Pastoral Care and Counselling sind zum Teil Mitglieder von ICPCC. Einen amerikanischen oder einen kanadischen Gesamt-Verband gibt es nicht.